# Witalij Mintenko
Witalij Heorhijowycz Mintenko (ukr. Віталій Георгійович Мінтенко, ros. Виталий Георгиевич Минтенко, Witalij Gieorgijewicz Mintienko; ur. 29 października 1972 w Storożyńcu, w obwodzie czerniowieckim) – ukraiński piłkarz, grający na pozycji napastnika, a wcześniej obrońcy.

## Kariera piłkarska

### Kariera klubowa
Wychowanek Internatu Sportowego w Kijowie. W 1989 rozpoczął swoją piłkarską karierę w składzie Wołyni Łuck. Potem odbywał służbę wojskową w SKA Kijów. Z wojska wrócił do miejscowej drużyny Bukowyna Czerniowce, w składzie której 7 marca 1992 debiutował w Wyższej Lidze w meczu z Nywą Tarnopol. Po zakończeniu sezonu 1992 został zaproszony do Dynama Kijów. Latem 1994 wyjechał do Izraela, gdzie bronił barw klubów Maccabi Ironi Aszdod i Maccabi Herclijja. Po roku powrócił do Ukrainy, gdzie został piłkarzem Bukowyna Czerniowce. Na początku 1997 przeszedł do Prykarpattia Iwano-Frankowsk, a już latem podpisał kontrakt z Metałurhem Donieck. W rundzie jesiennej sezonu 1999/00 został wypożyczony do izraelskiego Hapoelu Jerozolima, a w rundzie jesiennej sezonu 2001/02 do Krywbasa Krzywy Róg. Zimą 2002 przeszedł do Dnipra Dniepropetrowsk. Ale podczas jednego z meczów kontrolnych doznał kontuzji nogi i długo rehabilitował się. Dopiero 5 kwietnia 2003 wyszedł na boisko w składzie drugiej drużyny Dnipra. W rundzie jesiennej sezonu 2003/04 został wypożyczony do Metalista Charków. Na początku 2004 powrócił do Czerniowców, ale Bukowyna nie potrafiła dogadać się z Dniprem i piłkarz postanowił zakończyć karierę piłkarską.

## Sukcesy i odznaczenia

### Sukcesy klubowe
- mistrz Ukrainy: 1993, 1994
- wicemistrz Perszej Lihi Ukrainy: 2004
- zdobywca Pucharu Ukrainy: 1993

### Sukcesy indywidualne
- 10-12. miejsce w klasyfikacji strzelców Wyższej Ligi: 1997/98 (8 goli).